# China Railway High-speed
China Railway High-speed (CRH) är ett höghastighetståg som drivs av China National Railway.
Införandet av CRH-serien var en stor del av den sjätte nationella järnvägshastigheten, genomförd den 18 april 2007. I slutet av 2020 tillhandahöll China Railway High-speed service till alla provinser i Kina och körde knappt 38 000 km passagerarspår i längd, vilket svarade för ungefär två tredjedelar av världens höghastighetstågsspår i kommersiellt bruk. Kina har avslöjat planer på att utöka HSR till 70 000 km till år 2035. Det är världens mest använda järnvägsnät, med 2,29 miljarder tågresor levererade 2019 och 2,16 miljarder resor 2020, vilket gör det totala kumulativa antalet resor till 13 miljarder från och med 2020.
A. Intercity service:
- Beijing – Beidaihe, Qinhuangdao
- Beijing – Tianjin, Tanggu
- Beijing – Shijiazhuang, Taiyuan
- Shanghai – Kunshan, Suzhou, Wuxi, Changzhou, Nanjing, Hefei, Xuzhou
- Shanghai – Hangzhou, Yiwu, Jinhua, Quzhou
- Nanjing – Hangzhou
- Guangzhou – Shenzhen
- Shenzhen – Jiangmen – Zhanjiang
- Wuhan – Zhengzhou, Changsha
- Changsha – Nanchang
- Xi'an – Baoji

B. Långdistansservice:
- Beijing – Shenyang, Changchun, Harbin
- Beijing – Jinan, Qingdao, Shanghai
- Beijing – Zhengzhou, Wuhan
- Shanghai – Zhengzhou, Qingdao, Shenyang
- Shanghai – Nanchang
- Wuhan – Changsha – Guangzhou